# Wim Van Huffel
Wim Van Huffel (født 28. maj 1979) er en belgisk tidligere professionel cykelrytter.